# Guglielmo Mancori
Guglielmo Mancori (* 5. November 1927; † 13. Februar 1995) war ein italienischer Kameramann.
Mancori, Bruder der Berufskollegen Alvaro und Sandro, begann seine Laufbahn als Kameraassistent in den späten 1940er Jahren. Er war an mehr als 90 Produktionen beteiligt.

## Filmografie (Auswahl)
- 1962: Die gewaltigen Sieben (Maciste il gladiatore più forte del mondo)
- 1962: Taurus – Der Gigant von Thessalien (Taur, re della forza bruta)
- 1963: Der Stärkste unter der Sonne (Maciste l'eroe più grande del mondo)
- 1966: Arizona Colt
- 1966: Django – schwarzer Gott des Todes (Starblack)
- 1966: Nebraska-Jim (Ringo del Nebraska)
- 1966: Rembrandt 7 antwortet nicht
- 1967: Rocco – der Einzelgänger von Alamo (Ballata per un pistolero)
- 1968: Lauf um dein Leben (Corri uomo corri)
- 1968: O tutto o niente
- 1970: … und Santana tötet sie alle (Un par de asesinos)
- 1971: Django – Der Tag der Abrechnung (Quel maledetto giorno della resa dei conti)
- 1971: Lo chiamavano King
- 1971: Dracula im Schloß des Schreckens (Nella stretta morsa del ragno)
- 1973: Fuzzy, halt die Ohren steif! (Tequila!)
- 1973: Mamma mia è arrivato Così Sia
- 1973: Der Mann mit der Kugelpeitsche (Il mio nome è Shangai Joe)
- 1975: Wir sind die Stärksten (Noi non siamo angeli)
- 1976: Ab morgen sind wir reich und ehrlich
- 1976: Eiskalte Typen auf heißen Öfen (Uomini si nasce poliziotti si muore)
- 1977: Yellow Emanuelle (Il mondo dei sensi di Emy Wong)
- 1977: Die Nonne und das Biest (Suor Emanuelle)
- 1982: Amulett des Bösen (Manhattan baby)
- 1983: The Throne of Fire (Il trono di fuoco)
- 1984: Sag’ nie wieder Indio (Cane arrabbiato)
- 1985: Die Jäger der goldenen Göttin (La leggenda del rubino malese)
- 1988: Top Line – Das Geheimnis des Azteken-Berges (Top Line)